# Engure-meer
Het Engure-meer is een meer in het westen van Letland. Het is het op twee na grootste meer van het land. Engure wordt door een landstrook van 1,5 tot 2,5 kilometer breedte gescheiden van de Golf van Riga. De uitstroom van het meer gaat via het Mersragakanaal, dat is aangelegd in het jaar 1842. Aan de kust groeit vooral riet en in het meer leven 16 soorten vissen.